# ソフトボール女子南アフリカ共和国代表
ソフトボール女子南アフリカ共和国代表は、ソフトボール・サウスアフリカによって編成される南アフリカ共和国の女子ソフトボールのナショナルチーム。

## 成績

### 世界レベル

#### オリンピック
| 開催年 | 開催地     | 結果 | 備考 |
| ------ | ---------- | ---- | ---- |
| 1996   | アトランタ | －   |      |
| 2000   | シドニー   | －   |      |
| 2004   | アテネ     | －   |      |
| 2008   | 北京       | －   |      |
| 2021   | 東京       | －   |      |

#### 世界選手権/ワールドカップ
| 開催年  | 開催地             | 結果   | 備考     |
| ------- | ------------------ | ------ | -------- |
| 1965    | メルボルン         | －     |          |
| 1970    | 大阪               | －     |          |
| 1974    | ストラトフォード   | 10位   |          |
| 1978    | サンサルバドル     | －     |          |
| 1982    | 台北               | －     |          |
| 1986    | オークランド       | －     |          |
| 1990    | ノーマル           | －     |          |
| 1994    | セントジョンズ     | －     |          |
| 1998    | 富士宮             | 15位   |          |
| 2002    | サスカトゥーン     | 14位   |          |
| 2006    | 北京               | 15位   |          |
| 2010    | カラカス           | 15位   |          |
| 2012    | ホワイトホース     | 15位   |          |
| 2014    | ハールレム         | －     |          |
| 2016    | サレー             | －     |          |
| 2018    | 千葉               | 15位   |          |
| 2022    | バーミングハム     | －     | [ 注 2 ] |
| 2023/24 | ウーディネ 他2ヵ国 | GS敗退 | [ 注 5 ] |

### 大陸レベル

#### アフリカ大会
| 開催年 | 開催地   | 結果 | 備考     |
| ------ | -------- | ---- | -------- |
| 2003   | アブジャ | 優勝 | [ 注 6 ] |

#### アフリカ選手権
| 開催年 | 開催地     | 結果   | 備考 |
| ------ | ---------- | ------ | ---- |
| 2018   | プレトリア | 準優勝 |      |
| 2023   | ハボローネ | 優勝   |      |